# Япаскурт, Василий Васильевич
Василий Васильевич Япаскурт — советский хозяйственный, государственный и политический деятель.

## Биография
Родился в 1904 году в селе Каменка. Член КПСС с 1939 года.
С 1924 года — на хозяйственной, общественной и политической работе. В 1924—1967 гг. — работник-лаборант Ореховского сахарного завода, помощник старшего химика сахарного завода «Большевик», главный инженер Лопандинского сахарного завода, главный инженер Житомирского сахаротреста, главный инженер Львовского сахаротреста, в РККА, главный инженер Воронежского сахаротреста, главный инженер, начальник Главного управления сахарной промышленности, 1-й заместитель министра промышленности продовольственных товаров Украинской ССР, председатель СНХ Винницкого экономического административного района, заместитель председателя СНХ Молдавского экономического района, 1-й заместитель министра пищевой промышленности Молдавской ССР, заместитель председателя Научно-технического Совета Министерства пищевой промышленности СССР.
Делегат XXI съезда КПСС.
Умер в Москве в 1967 году.